# جون غوردون (لاعب كرلنغ)
جون غوردون (بالإنجليزية: John Gordon)‏ هو لاعب كرلنغ أمريكي، ولد في 27 مارس 1958 في آشلاند في الولايات المتحدة.

## وصلات خارجية
- جون غوردون على موقع الاتحاد الدولي للكرلنغ (الإنجليزية)
- جون غوردون على موقع اللجنة الأولمبية الدولية (الإنجليزية)
- جون غوردون على موقع أوليمبيديا (الإنجليزية)
- جون غوردون على موقع اللجنة الأولمبية والبارالمبية الأمريكية (الإنجليزية)